# Dissochondrus biflorus
Dissochondrus biflorus là một loài thực vật có hoa trong họ Hòa thảo. Loài này được (Hildebr.) Kuntze mô tả khoa học đầu tiên năm 1897.